# Liste des chaînes de télévision sportive
 (juin 2025).
Motif : Liste sans référence centrée pour la justifier. Les articles Les Bouquets Canal+, La TV d'Orange, Liste des chaînes de Bbox TV, Liste des chaînes de Freebox TV, Liste des chaînes de SFR TV, Liste des chaînes de Mediaserv, Liste des canaux Illico, etc. ont été supprimés, il serait donc plus juste de supprimer également cet article.
- Archive Wikiwix
- Bing
- Cairn
- DuckDuckGo
- E. Universalis
- Gallica
- Google
- G. Books
- G. News
- G. Scholar
- Persée
- Qwant
- (zh) Baidu
- (ru) Yandex
- (wd) trouver des œuvres sur Wikidata

| 1. | Préciser le motif de la pose du bandeau. | Précisez le motif de la pose du bandeau en utilisant la syntaxe suivante : {{admissibilité à vérifier\|date=août 2025\|motif=remplacez ce texte par le motif}}                                                |
| 2. | Informer les utilisateurs concernés.     | Pensez à avertir le créateur de l'article, par exemple, en insérant le code ci-dessous sur sa page de discussion : {{subst:avertissement admissibilité à vérifier\|Liste des chaînes de télévision sportive}} |

 (juin 2025).
- Si vous ne connaissez pas le sujet, laissez ce bandeau (vous pouvez alors contacter les auteurs).
- Si vous supprimez le contenu mis en cause (vous pouvez préalablement contacter les auteurs),

argumentez précisément cette suppression dans la page de discussion
(un manque de référence n'est pas un argument ; une recherche réelle de référence doit avoir été effectuée, être formellement documentée).
 (janvier 2019).
Une chaîne de télévision sportive consacre ses programmes au sport.
Les premiers exemples de télévisions sportives furent SportsChannel à New York en 1977 et ESPN sur les réseaux câblés américains en 1979. En Europe, Screensport commence à diffuser en 1987 puis Eurosport est créée en 1989. Ces chaînes sont toutes omnisports. Les années 1990 marque l'apparition de trois catégories de stations sportives : informations sportives (L'Équipe TV ou InfoSport par exemple), unisport (TPS Foot ou Équidia par exemple) et chaîne de club (OM TV ou Manchester United TV par exemple).

## Liste non exhaustive de télévisions sportives
- Al Jazeera Sport
- Arryadia
- At The Races
- Eurosport
- Eurosport 2
- ESPN
- Esport3
- Fox Footy Channel
- Extreme Sports Channel
- Fox Sports (Australie)
- Inter Channel
- LFC TV
- Milan Channel
- MSG Network
- Premier Sports
- Primetime
- Raceworld
- Racing UK
- Roma Channel
- Screensport Europe (1984-1993)
- Yacht and Sail

### Afrique

#### Guinée
- CIS TV (née en 2016) coupe d'afrique

### République démocratique du Congo
- DRC Sports
- C2TVSport
- V Club Télévision

Chaînes disparues
- Zapp Kin TV

### Amérique

#### Canada

##### En anglais
- ESPN Classic(née en 2001)
- FNTSY Sports Network(née en 2014)
- Sportsnet (née en 1998)
- Sportsnet 360 (née en 1997)
- Sportsnet One (née en 2010)
- Sportsnet PPV (née en 1996)
- Sportsnet World (née en 2007)
- TSN (née en 1984)
- TSN2 (née en 2008)
- TSN3 (née en 2014)
- TSN4 (née en 2014)
- TSN5 (née en 2014)
- TSN4K (née en 2016)
- WWE Network (née en 2014)

Chaînes disparues
- Fox Sports World Canada (2001 - 2012)
- Jets on TSN (2011 - 2014)
- TSN Habs (2010 - 2014)
- NHL Network (2001 - 2015)

##### En français
- Réseau des sports (née en 1989)
- RDS2 (née en 2011)
- RDS Info (née en 2004)
- TVA Sports (née en 2011)
- TVA Sports 2 (née en 2014)
- TVA Sports 3 (née en 2015)

#### États-Unis

##### En anglais
- Big Ten Network (née en 2007)
- CBS Sports Network (née en 2002)
- Comcast SportsNet (née en 1997)
- ESPN (née en 1979)
- ESPN2 (née en 1993)
- ESPN Classic (née en 1995)
- ESPN Extra (née en 2005)
- ESPNews (née en 1996)
- ESPN Plus (née en 2002)
- ESPN PPV (née en 2005)
- ESPNU (née en 2005)
- Fox College Sports (née en 2004)
- Fox Soccer Plus (née en 2005)
- Fox Sports 1 (née en 2013)
- Fox Sports 2 (née en 2013)
- Fox Sports Net (née en 1996)
- GOL TV (née en 2003)
- Golf Channel (née en 1995)
- Longhorn Network (née en 2011)
- MLB Network (née en 2009)
- NBCSN (née en 1995)
- NBA TV (née en 1999)
- NFL Network (née en 2003)
- NHL Network (née en 2007)
- SEC Network (née en 2014)

Chaînes disparues
- ESPN 3D (2010 - 2013)
- Fuel TV (2003 - 2013)
- Speed (1996 - 2013)
- SportsChannel (1977 - 1996)

##### En espagnol
- ESPN Deportes (née en 2004)
- Fox Deportes (née en 2010)
- Univision Deportes Network (née en 2012)

### Europe

#### Belgique
- Be Sport 1 (née en 2004)
- Be Sport 2 (née en 2004)
- Be Sport 3 (née en 2012)
- Sporza (née en 2004)
- RTBF Sport (née en ?)
- RTL Sports (née en février 2023)
- VivaSport (radio belge) (née en 2021, radio en DAB+ et sur le web de la RTBF)

#### Espagne
- Barça TV (née en 1996)
- Bein Sports (née en 2015)
- Canal+ Liga (née en 2009)
- Real Madrid TV (née en 1999)
- Teledeporte (née en 1994)

#### France
- Automoto La chaîne (née en 1996)
- BeIN Sports 1 (née en 2012)
- BeIN Sports 2 (née en 2012)
- BeIN Sports 3 (née en 2014)
- Canal+ Foot (née en 2022)
- Canal+ Sport (née en 1998)
- Canal+ Sport 360 (née en 2022)
- Equidia (née en 1996)
- Eurosport 1 (née en 1993)
- Eurosport 2 (née en 2005)
- L'Équipe (née en 1998)
- Golf+ (née en 2012)
- Infosport+ (née en 1998)
- OL TV (née en 2005)
- RMC Sport 1 (née en 2016)
- Sport en France (née en 2019)
- Trace Sport Stars (née en 2011)

Chaînes disparues
- AB Sports (1996 - 1999)
- CFoot (2011 - 2012)
- Equidia Life (2011 - 2017)
- Foot+ (2005 - 2024)
- Golf Channel France (2010 - 2024)
- Girondins TV (2008 - 2018)
- La Chaîne des Champions : Spéciale Londres (2012)
- MCS Tennis (2013 - 2016)
- Motorsport.tv (1999 - 2018)
- OM TV (1999 - 2018)
- Onzéo (2006 - 2019)
- Orange sport (2008 - 2012)
- Pathé Sport (1999 - 2002)
- SFR Sport 4 (2018)
- Sport+ (2002 - 2015)
- Sport365 (2012 - 2017)
- TV Sport (1988 - 1993)
- TPS Foot (2005 - 2007)
- RMC Sport 2 (2007 - 2024)
- RMC Sport 3 (2008 - 2021)
- RMC Sport 4 (2011 - 2021)
- RMC Sport News (2016 - 2021)
- Rugby+ (2007 - 2024)

#### Italie
- Milan Channel (née en 1999)
- Rai Sport (née en 1999)
- Sportitalia (née en 2004)

Chaînes disparues
- Rai Sport 2 (1996 - 1997)
- Sportitalia 2 (2005-2013)

#### Royaume-Uni
- Chelsea TV (née en 2001)
- ESPN UK (née en 2009)
- Manchester United TV (née en 1998)
- Sky Sports 1 (née en 1991)
- Sky Sports 2 (née en 1994)
- Sky Sports 3 (née en 1996)
- Sky Sports 4 (née en 1999)
- Sky Sports 5 (née en 2014)
- Sky Sports F1 (née en 2012)
- Sky Sports Gold (née en 1995)
- Sky Sports HQ News (née en 1998)

Chaînes disparues
- ESPN Classic (2002 - 2013)
- ESPN America (2006 - 2013)
- Screensport (1984 - 1993)